# Vickers Medium Mark I
Vickers Medium Mark I (в переводе с англ. — «Виккерс, средний, модель I», также обозначался, как Tank Medium Mark I, Medium Mark I, Medium Mk.I или просто Mk.I) — британский средний танк 1920-х годов. Создан в 1922—1923 годах фирмой «Виккерс».

## История создания
Первоначально классифицировался как лёгкий танк (англ. Tank Light Mark I), однако позднее, с появлением более лёгких машин этой категории, был переклассифицирован в средний.
Первый британский серийный танк с размещением вооружения в башне кругового вращения. Mk.I серийно производился с 1923 по 1925 год, после чего был заменён на сборочных линиях разработанным на его основе танком Medium Mark II. Точное количество выпущенных машин неизвестно, однако, по имеющимся данным, всего было выпущено 168 танков типа Mk.I и Mk.II, бо́льшую часть из которых составили Mk.II. Таким образом, можно предполагать, что количество выпущенных танков Mk.I составляет несколько десятков штук (вероятно, около 50). Танки Mk.I состояли на вооружении Королевских танковых войск Великобритании с 1924 года.
Последние танки этого типа были сняты с вооружения Великобритании в 1938 году.

## Модификации
- Medium Mark I — базовая модификация.
- Medium Mark IA — улучшенная модификация, со слегка увеличенной толщиной брони (до 8 мм в вертикальных деталях) и рядом других небольших изменений (несколько изменённая форма капота водителя, кормовой части башни и т. д.).
- Medium Mark IA* — модификация с заменой двух башенных пулемётов одним спаренным с орудием пулемётом «Виккерс», а также с новой поворотной командирской башенкой (прозванной в войсках «епископской митрой»).
- Medium Mark I CS и Medium Mark IA CS — «танк непосредственной поддержки пехоты» с заменой 47-мм пушки на 95-мм танковую гаубицу, на базе танков Mark I и Mark IA, соответственно.
- Light Mark I Special (L) India — вариант для использования в Индии, с вооружением башни только из четырёх пулемётов «Гочкисс». В отличие от других модификаций, не был переклассифицирован в средний танк.
- Medium Mark I Wheel-and-Track — опытный колёсно-гусеничный танк, разработанный в 1926 году для повышения мобильности войск. Для обеспечения колёсного хода танк снабжался двумя парами крупных колёс в лобовой и кормовой частях танка. Переход с гусеничного на колёсный ход осуществлялся путём подъёма танка на домкратах и опускания колёс ниже уровня гусениц. Передняя колёсная пара была управляемой. Также машина оборудовалась несколько видоизменённым капотом водителя. Подобным образом был переделан и испытан один танк Mk.I, однако после неудовлетворительных испытаний его снова переделали в линейный.

### Опытные образцы
- Medium Mark I с дизельным двигателем — на одном из танков был установлен дизельный двигатель "Рикардо" мощностью 90 л.с. и дополнительный вентилятор системы охлаждения.

## В компьютерных играх
Vickers Medium Mark I представлен в ММО-игре World of Tanks в качестве британского коллекционного (до обновления 1.9 прокачиваемого) танка 1-го уровня. Также Vickers Medium Mk.I до обновления 5.5 присутствовал в World of Tanks Blitz.

## Где можно увидеть
- На открытой площадке бронетехники у полкового музея 1-го Батальона Сил специального назначения, Блумфонтейн[1].

## Кинематограф
- Приключения Шерлока Холмса и доктора Ватсона: Двадцатый век начинается. 1 серия. (недоступная ссылка)